# Dichagyris jacobsoni
Dichagyris jacobsoni là một loài bướm đêm trong họ Noctuidae.